# Wólka Nadbużna (województwo podlaskie)
Wólka Nadbużna – wieś w Polsce położona w województwie podlaskim, w powiecie siemiatyckim, w gminie Siemiatycze.
Według Powszechnego Spisu Ludności z 1921 roku Wólka Nadbużna liczyła 20 domów i zamieszkiwana była przez 114 osób (58 kobiet i 56 mężczyzn). Większość mieszkańców miejscowości (w liczbie 110 osób) zadeklarowała wówczas wyznanie prawosławne, a 4 pozostałe osoby podały wyznanie rzymskokatolickie. Podział religijny mieszkańców miejscowości odzwierciedlał ich strukturę narodowościową, gdyż 110 osób podało narodowość białoruską, a pozostałe 4 osoby zgłosiły narodowość polską. W okresie międzywojennym miejscowość znajdowała się w powiecie bielskim.
W latach 1975–1998 miejscowość należała administracyjnie do województwa białostockiego.
Wierni kościoła rzymskokatolickiego należą do parafii Wniebowzięcia Najświętszej Maryi Panny w Siemiatyczach.